# Dwór w Nakle
Dwór w Nakle – zabytkowy dwór w Nakle w powiecie częstochowskim.

## Historia
Dwór wybudował hrabia Kajetan Bystrzanowski. W dworze mieścił się szpital (przytułek) i zgodnie z miejscową opowieścią stacjonowały tu wojska napoleońskie, a mieszkańcy Nakła ufundowali Napoleonowi Bonaparte pomnik, przerobiony po II wojnie światowej na figurkę św. Floriana.
Dworek zlokalizowany jest na działce o powierzchni 1900 m². Znajduje się w centrum wsi, w jego bezpośrednim sąsiedztwie znajduje się kościół św. Mikołaja.
W 2015 roku dwór wystawiono na sprzedaż za cenę 450 tysięcy złotych.